# Gzuz
Крістоффер Йонас Клаусс, відоміший під сценічним псевдонімом Gzuz (народився 29 червня 1988 року в Гамбурзі ) - німецький репер.   Крім сольної кар'єри, він є найвідомішим учасником гамбурзького хіп-хоп гурту 187 Strassenbande . 

## Біографія
Батьки Крістоффера Йонаса Клауса розлучилися ще у ранньому дитинстві.  Після цього, Клаусс ріс разом з сестрою і матір'ю в Гамбурзі.  За його словами, він захоплювався людьми, які заробляють гроші на вулиці, і це надихнуло його дотримуватися того ж способу життя. З 2006 року Клаусс є участинком хіп-хоп гурту 187 Strassenbande під псевдонімом Gzuz. Псевдонім є абревіатурою для "Ghetto Zeug unzensiert" (Речі з гетто без цензури). 
У жовтні 2010 року був засуджений до трьох років і шести місяців ув'язнення за розбійний напад.  Під час його ув'язнення у 2012 році, 187 Strassenbande організувала тур Free Gzuz Tour і продаж продукції Gzuz, зокрема футболок Free Gzuz. 
У 2013 році після звільнення з в'язниці він взяв участь у турі Uprising Tour. 2014 року випустив разом з Bonez MC альбом High & hungrig, який посів 9 місце в чартах Німеччини. 
Його сольний альбом Ebbe & Flut вийшов 9 жовтня 2015 року.  Альбом посів друге місце в чартах Німеччини.  27 травня 2016 року Gzuz разом з Bonez MC випустив альбом High & hungrig 2, який посів перше місце у чартах і досягнув золотого статусу. 
Gzuz став відомим у США після того, як Worldstar Hip Hop опублікував його кліп на пісню "Was Hast Du Gedacht" у лютому 2018 року.  Музичне відео стало вірусним завдяки відвертому і насильницькому вмісту.  Worldstar пізніше також розмістив відеокліп на пісню "Warum". 

## Нагороди
- HANS - Der Hamburger Musikpreis
  - 2016: в категорії Song des Jahres for Ahnma with Beginner & Gentleman
- Preis für Popkultur
  - 2016: в категорії Lieblingsvideo для Ahnma with Beginner & Gentleman
- Hiphop.de Awards / Juice-Awards
  - 2016: в категорії Beste Punchline for "Cabrio: Check! Glas wird geext / Na klar gibt es Sex, weil ich parshippe jetzt!" [4] [5]

## Дискографія

### Альбоми
у складі 187 Strassenbande
- 2009: 187 Strassenbande
- 2011: Der Sampler II
- 2015: Der Sampler III
- 2017: Sampler 4
- 2018: Wolke 7

Соло
| Рік  | Назва                         | Діаграма | Діаграма | Діаграма |
| Рік  | Назва                         | GER      | AUT      | SWI      |
| ---- | ----------------------------- | -------- | -------- | -------- |
| 2014 | High & hungrig (з Bonez MC)   | 9        | 28       | 36       |
| 2015 | Ebbe & Flut                   | 2        | 8        | 4        |
| 2016 | High & hungrig 2 (з Bonez MC) | 1        | 2        | 2        |

### Спільні з іншими виконавцями сингли
| Рік  | Назва                                               | Діаграма | Діаграма | Діаграма | Альбом    |
| Рік  | Назва                                               | GER      | AUT      | SWI      | Альбом    |
| ---- | --------------------------------------------------- | -------- | -------- | -------- | --------- |
| 2017 | "Mit den Jungz" (Gzuz, Bonez MC & LX)               | 11       | 45       | 62       | Sampler 4 |
| 2017 | "Millionär" (Bonez MC, Gzuz)                        | 2        | 29       | 32       | Sampler 4 |
| 2017 | "High Life" (Bonez MC, RAF Camora , Gzuz & Maxwell) | 30       | 67       | –        | Sampler 4 |